# グレーサー病
グレーサー病（グレーサーびょう、英:Glasser's disease）とはHaemophilus parasuis（ヘモフィルス・パラスイス）感染によるブタの感染症。Haemophilus parasuisはグラム陰性通性嫌気性桿菌で発育にV因子を要求する。主に離乳後の子豚に発生する。子豚へのストレスが誘引となる日和見感染症である。甚急性または急性に経過し、甚急性では突然死を起こし、急性では発熱、元気消失、食欲低下、呼吸困難などを引き起こす。原因菌の分離には衛星現象を利用した血液寒天培地あるいはNAD加チョコレート寒天培地を用いる。治療にはペニシリン系抗生物質の大量投与が有効であるとされ、同居豚にも同時に投与することが望ましい。予防にはストレスの軽減、不活化ワクチンの接種が行われる。